# Celosia elegantissima
Celosia elegantissima là loài thực vật có hoa thuộc họ Dền. Loài này được Hauman mô tả khoa học đầu tiên năm 1946.